# ソムデブ・デブバルマン
ソムデブ・デブバルマン（Somdev Devvarman, ヒンディー語: सोमदेव देववर्मन, 1985年2月13日 - ）は、インド・グワーハーティー出身の男子プロテニス選手。身長180cm、体重73kg。右利き、バックハンド・ストロークは両手打ち。ATPランキングのシングルス自己最高は62位。

## 来歴
9歳からテニスを始める。2008年にプロ転向。
4大大会は2009年全米オープンで予選を勝ち上がり初出場、シングルスでは2回戦進出が最高成績である。ダブルスでは2011年全米オープンでトレト・ユーイと組んで3回戦に進出した。
2010年アジア競技大会ではシングルス準決勝で日本の伊藤竜馬を 6–2, 0–6, 6–3 、決勝でウズベキスタンのデニス・イストミンを 6–1, 6–2 で破り金メダルを獲得した。2012年ロンドンオリンピックにインド代表として出場し、1回戦でフィンランドのヤルコ・ニエミネンに 3–6, 1–6 で敗れている。
ATPツアーではシングルス2回、ダブルス1回の計3回決勝に進出したが、いずれも敗れATPタイトルの獲得はなかった。
デブバルマンは2016年5月のアメリカでの下部大会の出場が最後になり同年限りで現役を引退した。

## ATPツアー決勝進出結果

### シングルス: 2回 (0勝2敗)
| 大会グレード                            |
| グランドスラム (0-0)                    |
| ATPワールドツアー・ファイナル (0-0)     |
| ATPワールドツアー・マスターズ1000 (0-0) |
| ATPワールドツアー・500シリーズ (0-0)    |
| ATPワールドツアー・250シリーズ (0-2)    |

| サーフェス別タイトル |
| ハード (0–2)         |
| クレー (0-0)         |
| 芝 (0-0)             |
| カーペット (0-0)     |

| 結果   | No. | 決勝日        | 大会           | サーフェス | 対戦相手             | スコア        |
| ------ | --- | ------------- | -------------- | ---------- | -------------------- | ------------- |
| 準優勝 | 1.  | 2009年1月11日 | チェンナイ     | ハード     | マリン・チリッチ     | 4–6, 6–7(3)   |
| 準優勝 | 2.  | 2011年2月6日  | ヨハネスブルグ | ハード     | ケビン・アンダーソン | 6–4, 3–6, 2–6 |

### ダブルス: 1回 (0勝1敗)
| 結果   | No. | 決勝日        | 大会         | サーフェス | パートナー     | 対戦相手                          | スコア          |
| ------ | --- | ------------- | ------------ | ---------- | -------------- | --------------------------------- | --------------- |
| 準優勝 | 1.  | 2011年7月31日 | ロサンゼルス | ハード     | トレト・ユーイ | グザビエ・マリス マーク・ノールズ | 6–7(3), 6–7(10) |

## 4大大会シングルス成績
略語の説明
| W | F | SF | QF | #R | RR | Q# | LQ | A | Z# | PO | G | S | B | NMS | P | NH |

W=優勝, F=準優勝, SF=ベスト4, QF=ベスト8, #R=#回戦敗退, RR=ラウンドロビン敗退, Q#=予選#回戦敗退, LQ=予選敗退, A=大会不参加, Z#=デビスカップ/BJKカップ地域ゾーン, PO=デビスカップ/BJKカッププレーオフ, G=オリンピック金メダル, S=オリンピック銀メダル, B=オリンピック銅メダル, NMS=マスターズシリーズから降格, P=開催延期, NH=開催なし.
| 大会           | 2009 | 2010 | 2011 | 2012 | 2013 | 2014 | 2015 | 2016 | 通算成績 |
| -------------- | ---- | ---- | ---- | ---- | ---- | ---- | ---- | ---- | -------- |
| 全豪オープン   | LQ   | LQ   | 1R   | A    | 2R   | 1R   | LQ   | LQ   | 1–3      |
| 全仏オープン   | LQ   | 1R   | 1R   | A    | 2R   | 1R   | LQ   | A    | 1–4      |
| ウィンブルドン | LQ   | LQ   | 2R   | A    | LQ   | 1R   | LQ   | A    | 1–2      |
| 全米オープン   | 2R   | 1R   | 1R   | 1R   | 2R   | LQ   | LQ   | A    | 2–5      |